# Botto (Nana-Grébizi)
Pour les articles homonymes, voir Botto.
Botto est une localité et une  commune rurale de la préfecture de Nana-Grébizi, en République centrafricaine. Elle s’étend à l’ouest de la ville de Kaga-Bandoro.

## Géographie
La commune de Botto est située à l’est de la préfecture de la Nana-Grébizi. La plupart des villages sont localisés sur l’axe Kaga-Bandoro – Bongoyo-Marzé. 
|        | Nana-Outa | Grivaï-Pamia |
| Ouassi | Botto     | Kaga-Bandoro |
|        | Ndenga    |              |

## Villages
Les villages principaux sont : Botto 1 et Bamatara.
Située en zone rurale, la commune compte 27 villages recensés en 2003 : Balamba, Bamatara, Beguede 1, Beguede 2, Bokanzi, Bolafei, Botokon, Botto 1, Botto 2, Botto 3, Doukoumbe 1, Doukoumbe 2, Fah Pilote, Fah-Village, Kologbo, Koudouwesse, Kpokpo 1, Mba, Ngouaka 1, Ngouaka 2, Ngoulekpa 1, Ngoulekpa 2, Ngoulekpa 3, Zefio.

## Éducation
La commune compte 3 écoles publiques : à Yamissi 1, Bamatra et Balamba.

## Santé
La commune est située dans la préfecture sanitaire de Nana-Grébizi, l’hôpital préfectoral se trouve à Kaga-Bandoro.